# 嬉野町 (三重県)
嬉野町（うれしのちょう）は、三重県の中勢地域にあった町。

## 地理
三重県中部、雲出川（くもずがわ）の支流である中村川（なかむらがわ）の流域に沿い、東西に細長く、東部は開けた平野部で人口稠密であり、西部は山間地で過疎地域となっている。

### 自然
- 河川：雲出川、中村川、三渡川
- 山：高須峰（たかすのみね）798メートル（標高、以下同じ）、矢頭山（やずさん）723メートル、髯山（ひげやま）687.7メートル

### 隣接していた自治体
- 久居市
- 一志郡三雲町、一志町、美杉村
- 松阪市
- 飯南郡飯南町

## 歴史
21世紀初頭から、町の交通の要衝である伊勢中川駅周辺が急速に再開発され、高層マンション、スーパーマーケット、その他多くの商店・施設が建設され、にわかに活況を呈し始めた。松阪市との合併後も再開発は進行中。喫茶店や飲食店などが増えている。

### 町名の由来
およそ2000年前に倭姫命が阿坂の賊徒を平定した折に「うれし」と喜んだという伝承に基づく。

### 沿革
- 1955年（昭和30年）3月15日：一志郡豊田村・豊地村・中川村・中郷村・中原村及び宇気郷村の一部（小原・上小川）が新設合併し、嬉野町が誕生。
- 1959年（昭和34年）9月26日：伊勢湾台風来襲、死者3名。
- 1982年（昭和57年）8月1日：台風10号で死者行方不明9名。
- 1984年（昭和59年）7月：日本最大の鴟尾を発掘。
- 1989年（平成元年）11月：佐賀県嬉野町と姉妹都市提携。
- 2005年（平成17年）1月1日：松阪市・一志郡三雲町・飯南郡飯南町・飯高町と新設合併し、改めて松阪市が発足。同日嬉野町廃止。

## 行政
町長
- 宮村芳彦：1955年（就任直後に病没）
- 森川藤吉：1955年 - 1959年
- 牡鹿和郎：1959年 - 1963年
- 名越成夫：1963年 - 1991年
- 笹井健司：1991年 - 2004年

## 経済
農業が中心であるが、旧中川村の丘陵地帯に工業団地の造成が行なわれている。
黒野に松阪牛を肥育する和田金牧場がある。

## 姉妹都市・友好都市
- 佐賀県藤津郡嬉野町（現・嬉野市）

## 教育
専修学校
- 三重県農業大学校

中学校
- 嬉野町立嬉野中学校

小学校
- 嬉野町立中川小学校
- 嬉野町立豊田小学校
- 嬉野町立中原小学校
- 嬉野町立豊地小学校
- 嬉野町立中郷小学校
- 嬉野町立宇気郷小学校

図書館
- 嬉野町図書館

## 交通

### 鉄道
- 近畿日本鉄道
  - 大阪線・名古屋線：伊勢中川駅
  - 山田線：伊勢中川駅 - 伊勢中原駅
- 東海旅客鉄道
  - 名松線：権現前駅

### 路線バス
- 三重交通：伊勢中川駅と町最西端の山間の集落である上小川（かみおがわ）を結ぶ。

### 道路
- 高速道路
  - 伊勢自動車道：一志嬉野IC、嬉野PA

## 名所・旧跡・観光スポット・祭事・催事

### 名所・旧跡
- 辻垣内瓦窯跡：日本最大級の鴟尾（国の重要文化財）を出土。
- 薬師寺：本尊の木造薬師如来立像は国の重要文化財。
- 天白遺跡：縄文時代の遺跡。
- 西山古墳：全国でも珍しい前方後方墳。現在は三重県科学技術振興センター農業研究部がある。
- 平六代の墓：平清盛の孫の六代が隠れ住んだと言う伝承がある山間部の集落に建立されている。
- 戸井左近の墓：村のために命をかけて用水を守ったと言われる武士の碑。
- 冷谷不動の滝：20世紀初頭頃までは修験者が訪れて修行したとされる、町西部の深山にある滝。
- 髯山：頂上に展望台が設けられ、晴れた日には伊勢湾が見渡せる。

### 観光スポット
- 赤目一志峡県立自然公園
- 三重県科学技術振興センター畜産研究部：多くの乳牛・肉牛、その他の家畜が飼養されており、児童生徒の社会見学にも利用される。
- なめり湖：一志南部用水の水源である人造湖。滑（なめり）川をせき止めたもの。周辺は散策コースが設けられ、桜並木がある。

### 祭事・催事
- おおきん祭り：「おおきん」は、地元の言葉で「ありがとう」の意。感謝の気持ちを祭りの名称にしたもの。毎年7月下旬に実施。商工会などの露店が並び、演芸・コンサート・ゲーム大会なども行なわれる、町最大のイベントである。
- うきさと祭り：町の最奥部で典型的な山村である宇気郷地区は20世紀後半から過疎化が進んでいたため、活性化を図って始められた。地元産品の露店や各種イベントを行なう。
- でこさん：「でこさん」は人形のこと。男の子たちが侍姿になって、代官の人形を乗せたみこしを担いでねり歩く。江戸時代に、台風で農地が大被害を受けたのを見た代官が年貢を免除したのに感謝する意味で始まったとされる伝統行事。
- かんこ踊り：「かんこ」は打楽器の一種。これを打ち鳴らして歌い踊る伝統行事。

## 出身有名人
- 東畑精一：経済学者・農学者
- 宮村智：大蔵官僚、元世界銀行日本代表理事、元駐ケニア日本大使
- 中村元：元鳥羽水族館副館長・水族館プロデューサー